# Taubenturm (Bellefontaine)
Koordinaten: 49° 5′ 50,5″ N, 2° 28′ 4,4″ O

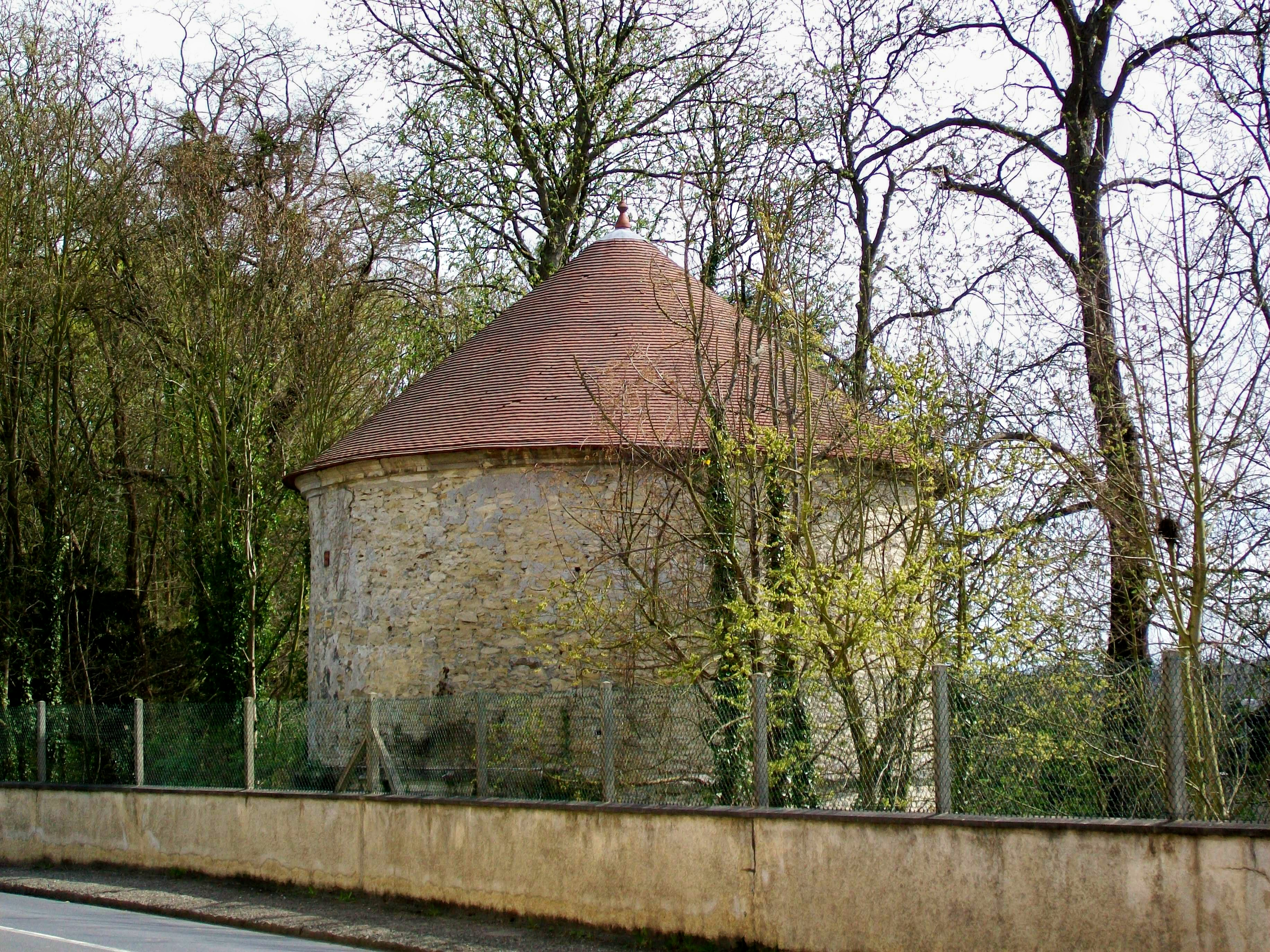
Taubenturm in Bellefontaine

Der Taubenturm (französisch colombier) in Bellefontaine, einer französischen Gemeinde im Département Val-d’Oise in der Region Île-de-France, wurde in der zweiten Hälfte des 16. Jahrhunderts errichtet. Der Taubenturm aus Bruchsteinmauerwerk steht im Park des Schlosses von Bellefontaine. 
Der runde Taubenturm steht untypischerweise im Schlosspark und nicht im Gelände eines Bauernhofs, wie es allgemein üblich war. Der Turm hat einen großen Durchmesser im Verhältnis zu seiner Höhe.